# Supplementvinkel

Supplementvinklar

Supplementvinklar är vinklar vars summa är π radianer eller 180°.
En vinkel sägs vara supplementvinkel till en given vinkel om vinklarnas summa är 180°.
Vinklarna behöver inte vara intilliggande. De kan till exempel vara hörn i en parallellogram.